# Cochlospermum vitifolium
La rosa amarilla (Cochlospermum vitifolium) es un árbol perteneciente a la familia de las Bixaceae. Alcanza hasta 12 metros de altura y sus hojas son caducas. Sus flores son vistosas, amarillas, individuales y grandes de hasta 10 cm. Se parecen a las rosas, pero no pertenecen a la misma familia. Habita en las selvas secas del sur de México y hasta Centroamérica desde el nivel del mar hasta 1200 m s. n. m. Su madera produce un tinte amarillo-naranja que se usa para teñir ropa de algodón. 

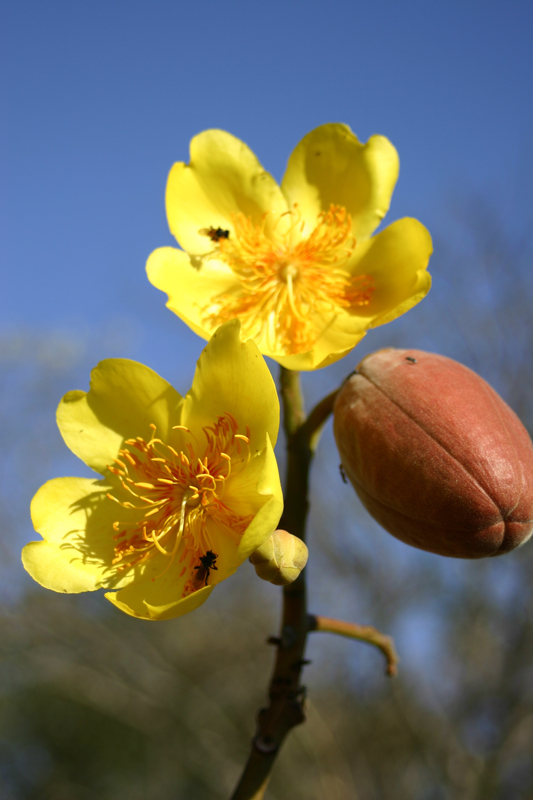
Detalle de flor y fruto.

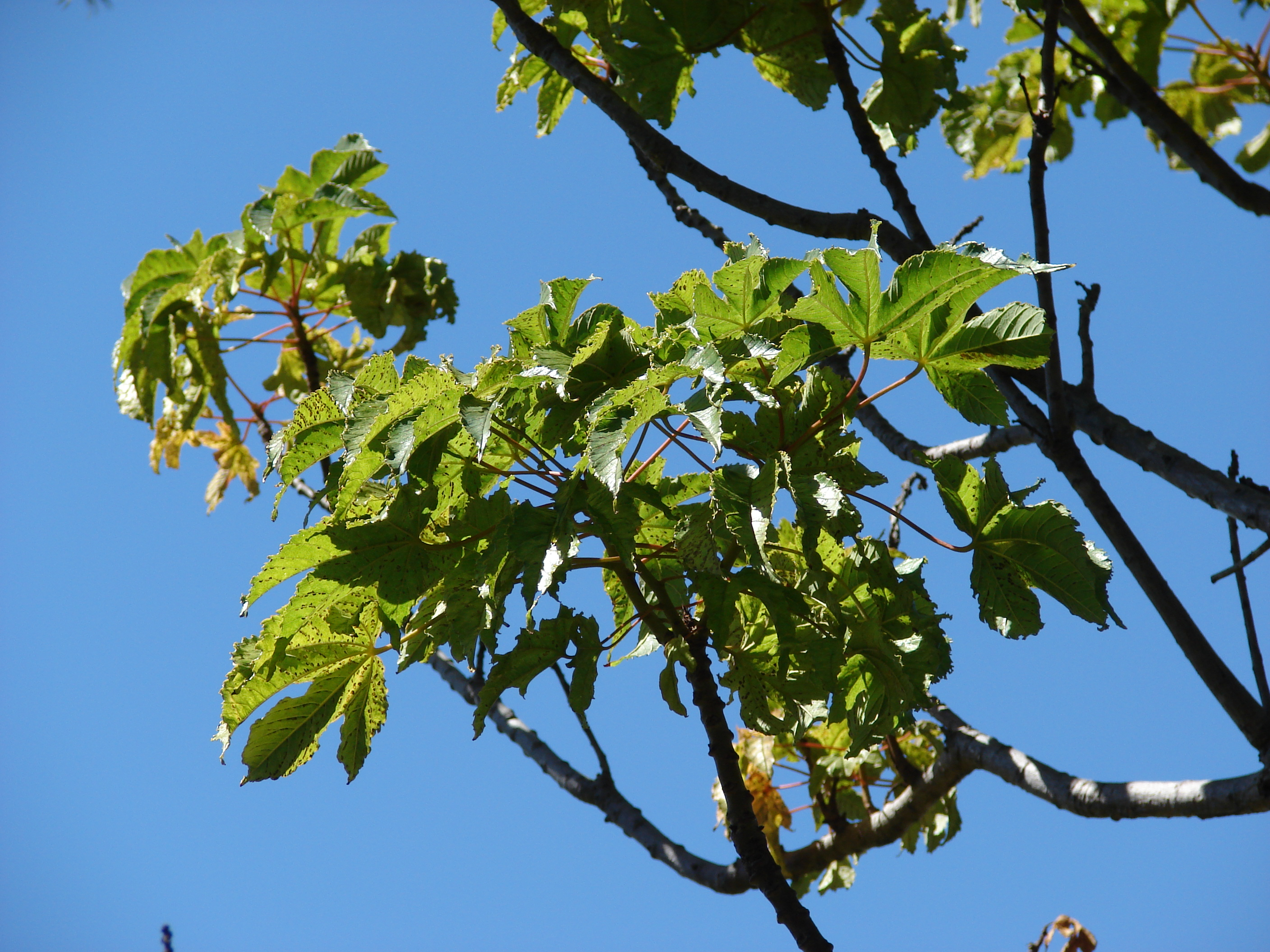
Detalle de las hojas.

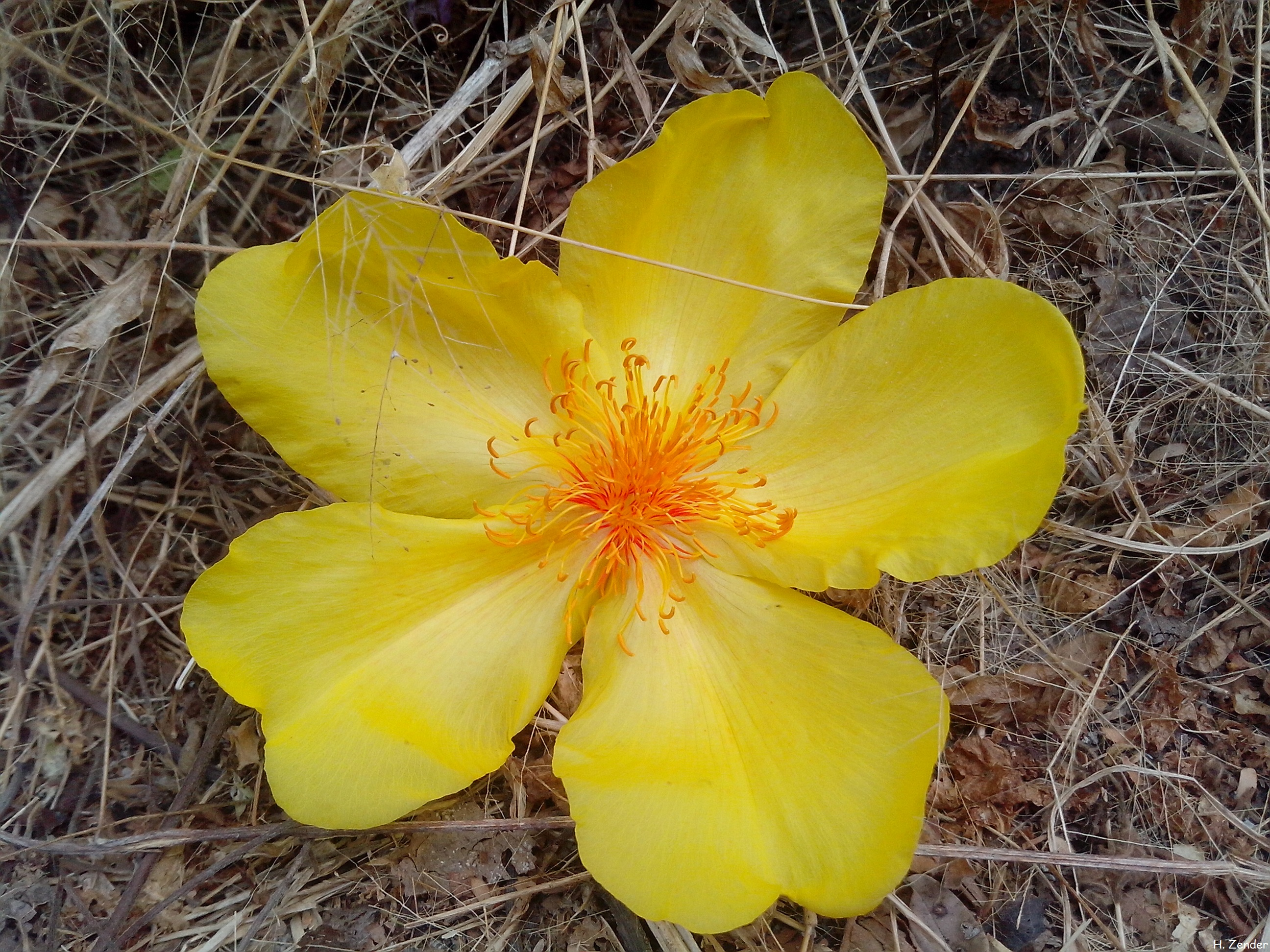
Detalle de flor.

## Descripción
Son plantas árboles o arbustos, que alcanzan un tamaño de 3–15 m de alto. Hojas con 5–7 lobos elípticos a oblongos, acuminadas, subenteras a serradas, glabras o pubescentes en el envés. Panícula terminal amplia, flores actinomorfas, 8–12 cm de ancho; pétalos ampliamente obovados, emarginados, amarillos; ovario 1-locular, con 5 placentas parietales. Cápsula suberecta a colgante, ampliamente ovada a obovada umbilicada, valva exterior de color café obscuro, gris o verdoso, afelpada o glabra, valva interna de color ocre a crema, glabra; semillas reniformes con tricomas blancos gosipinos.

## Distribución y hábitat
Originario de América tropical, presenta una distribución ininterrumpida, encontrándose en los trópicos desde el occidente de México, pasando por Centroamérica y la parte norte de América del Sur, hasta Ecuador, Perú, Bolivia, Brasil, las Guyanas y Trinidad. En México, se distribuye en climas cálidos, semicálidos y templados desde el nivel del mar hasta los 1000 metros, estando presente en vegetación perturbada asociada a dunas, borde de manglar, sabana, bosques tropicales caducifolios, subcaducifolio, subperennifolio y perennifolio, matorral xerófilo en planicies o colinas, bosque espinoso, en los bordes del bosque mesófilo de montaña, bosque de encino y de pino.

## Propiedades
La rosa amarilla se utiliza con frecuencia contra la ictericia, también llamada tiricia, mal amarillo o ictericia infecciosa. Como remedio a este mal, se aconseja remojar la corteza de este árbol junto con la de guázima (Guazuma ulmifolia) y con esta agua bañar a la persona enferma, también se puede tomar como agua de uso. En algunas ocasiones, se aconseja verter agua en una canoa pequeña hecha con la madera de este árbol y se deja reposar toda la noche para después beberla. En Quintana Roo y Oaxaca se prepara una infusión con las hojas y/o la corteza. Con el mismo propósito se le usa en Sonora y en el Estado de México, en donde la ictericia es reconocida como "manchas amarillas por infección biliar".
No obstante, también la flor se ocupa, en forma de pócima para bajar la calentura y aliviar la gripa. Hervida sirve para dar baños contra la sarna y para lavar quemaduras, en cuyo caso también se emplean las hojas molidas que se aplican sobre ellas. En cocimiento se le usa como enjuague después del baño para cuando hay urticaria o paludismo, aunque en este caso se puede beber.
En Veracruz sólo se menciona su uso en piquete de culebra o mordedura de víbora esparciendo el polvo sobre la zona afectada. Otros usos medicinales que se le dan a esta planta son contra las diarreas, las enfermedades del hígado, y en general, para impedir hemorragias postparto y nasales, contra granos, y úlceras. Además se usan como pectoral y para baños curativos.
Historia
La única referencia que se encontró corresponde a Maximino Martínez en el siglo XX, donde se menciona su uso para la ictericia y como pectoral.
Química
Se conoce poco de la química de C. vitifolium. En la planta completa se han encontrado los flavonoides narigenín y de hidroquercetín. En la hoja, la cumarina el ácido elágico y el componente fenílico ácido gentísico, y en la raíz el carotenoide vitixantín.

## Taxonomía
Cochlospermum vitifolium fue descrita por (Willd.) Spreng. y publicado en Systema Vegetabilium, editio decima sexta 2: 596. 1825.
Sinonimia
- Bombax vitifolium Willd.
- Cochlospermum codinae Eichler
- Cochlospermum hibiscoides Kunth
- Cochlospermum hibiscoides var. dasycarpum Triana & Planch.
- Cochlospermum hibiscoides var. gymnocarpum Triana & Planch.
- Cochlospermum luetzeiburgii Pilg.
- Cochlospermum luetzelburgii Pilg.
- Cochlospermum serratifolium DC.
- Cochlospermum triphyllum (S.F.Blake) Pittier

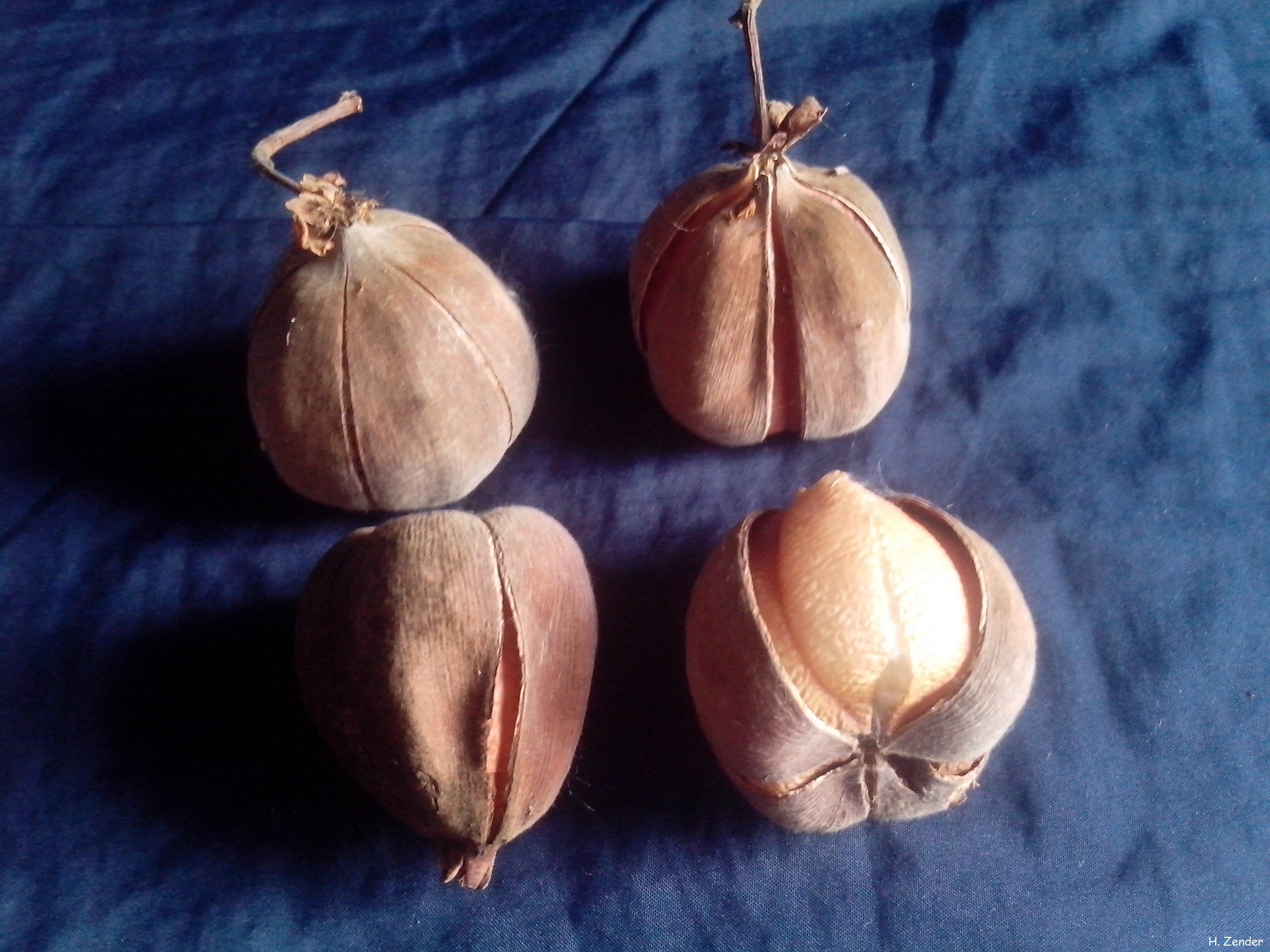
Detalles de las Valvas o cápsulas contenedoras de semillas.

- Detalles de las Valvas o cápsulas contenedoras de semillas.Lachnocistus utilis Duchass. ex Linden & Planch.
- Mahurea speciosa Choisy
- Maximilianea codinae (Eichler) Kuntze
- Maximilianea hibiscodes (Kunth) Kuntze
- Maximilianea hibiscoides (Kunth) Millsp.
- Maximilianea triphylla S.F.Blake
- Maximilianea vitifolia (Willd.) Krug & Urb.
- Wittelsbachia vitifolia (Willd.) Mart. & Zucc.[5]

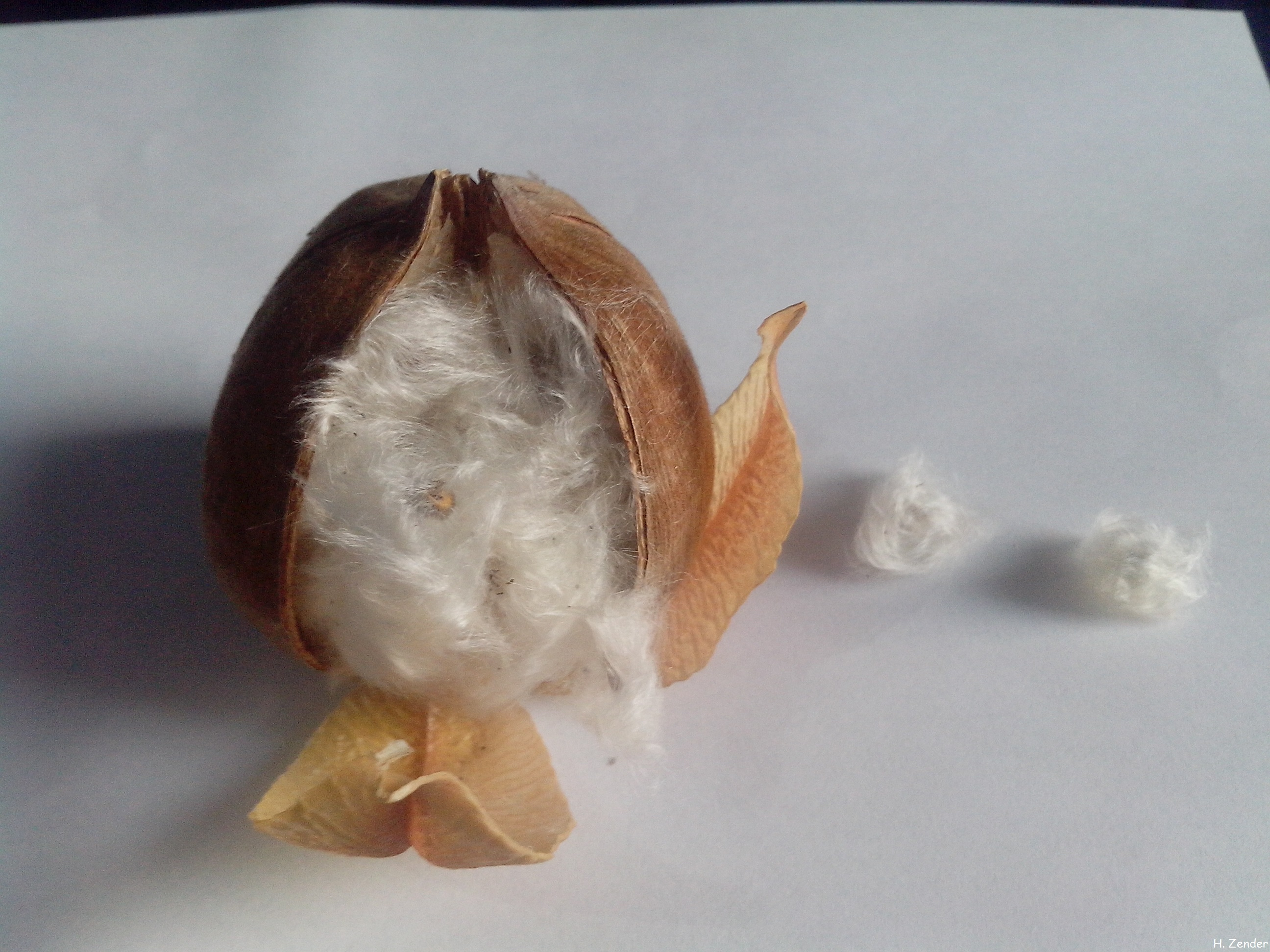
Detalles: Semillas reniformes con tricomas blancos gosipinos.

## Nombres comunes
- botija de Cuba, bototillo, botulo de Guayaquil, carnestolendo de Caracas.[6]